# La Guingueta (Navès)
La Guingueta és una masia situada al municipi de Navès, a la comarca catalana del Solsonès.